# Insurecția lui Kościuszko

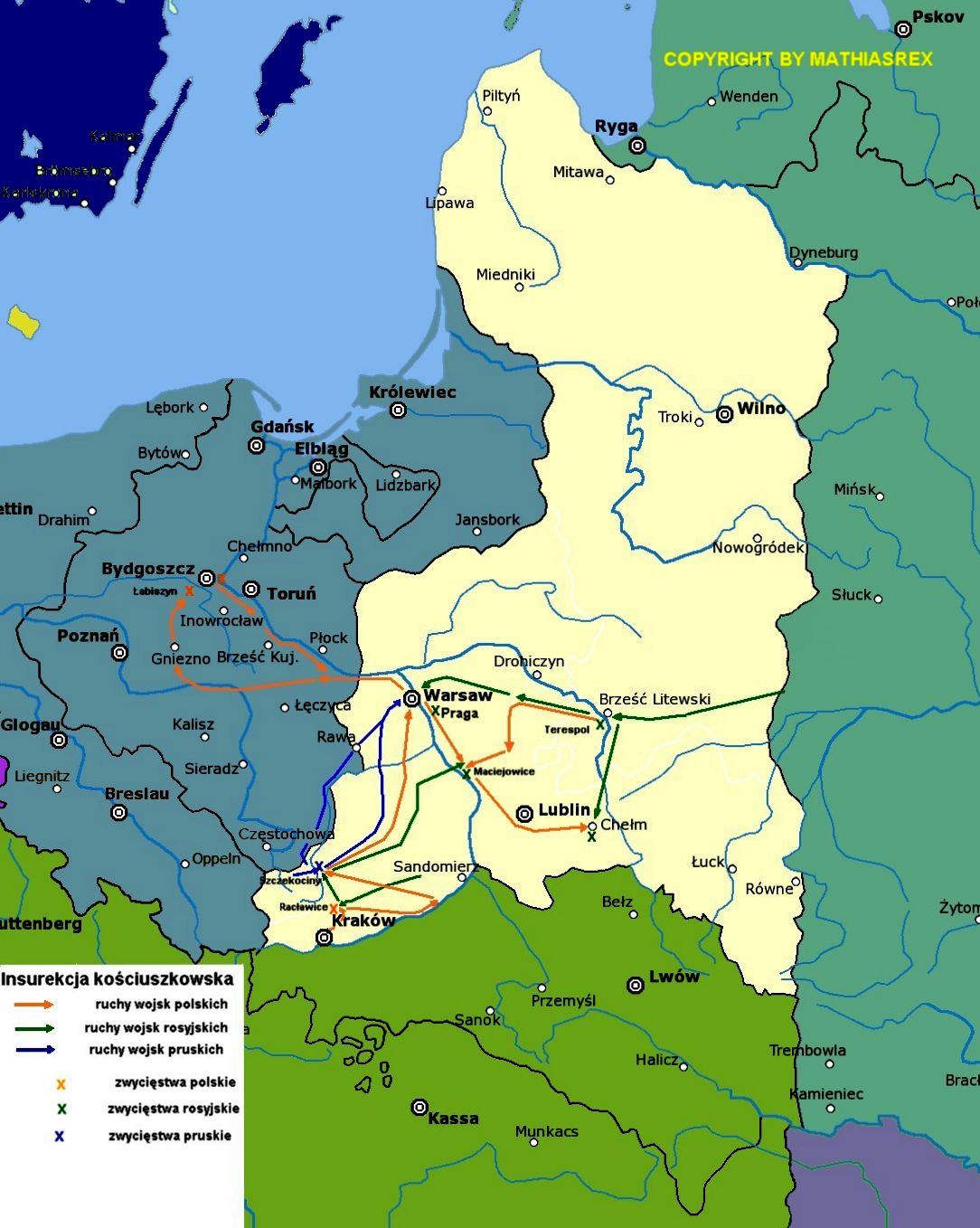
Insurecția lui Kościuszko din 1794

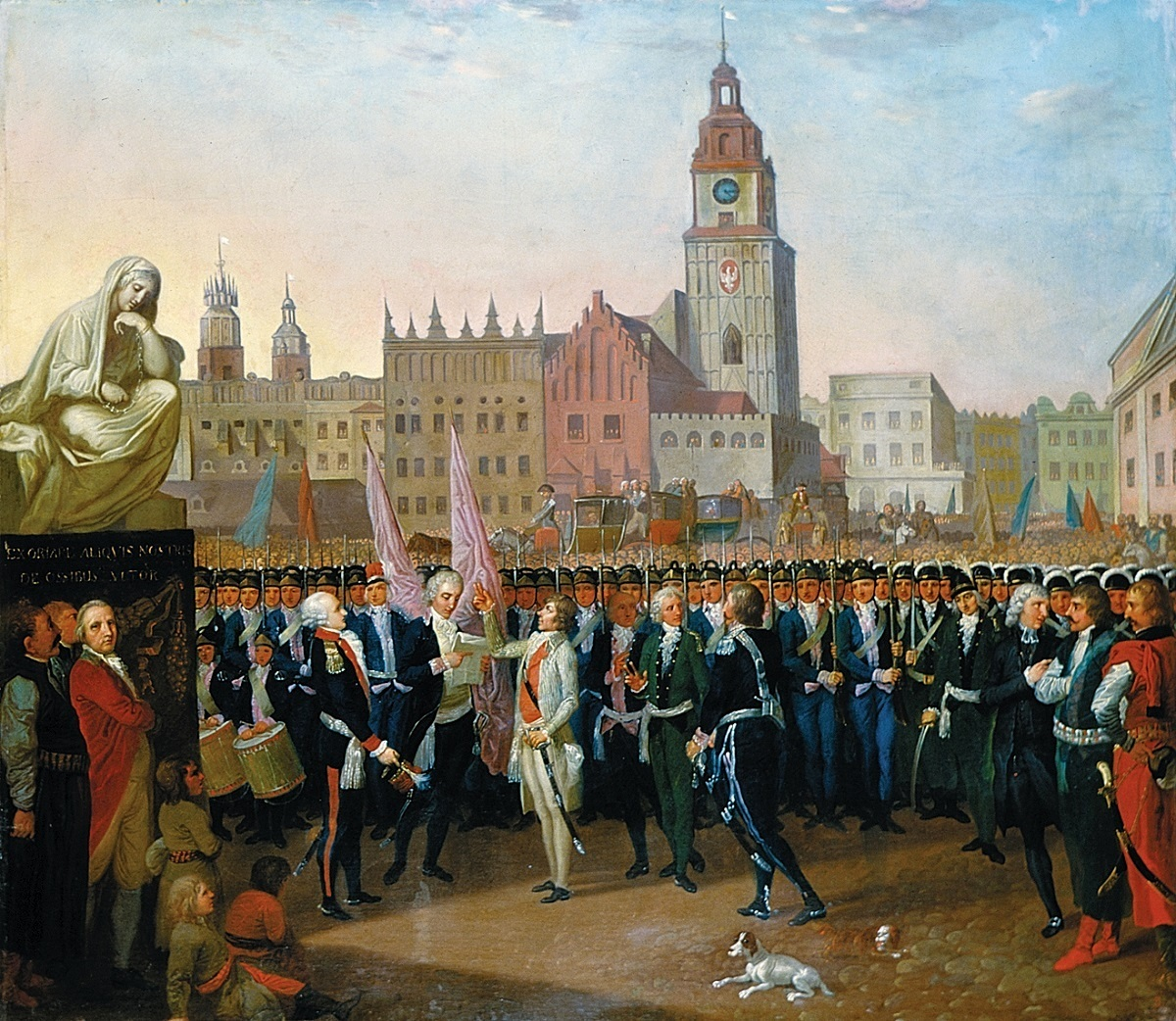
Tadeusz Kościuszko depunând jurământul, 24 martie 1794

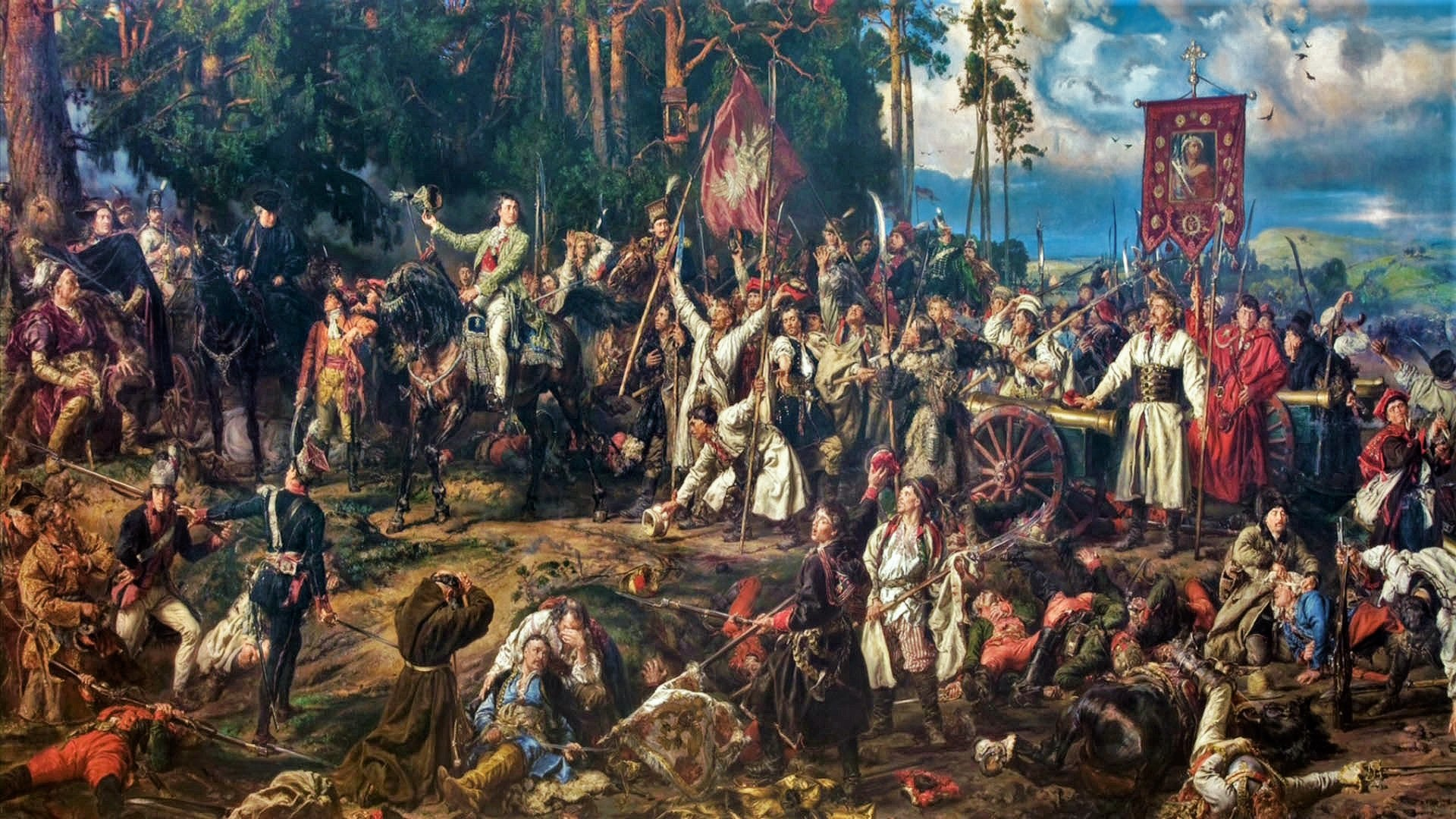
„Bătălia de la Racławice”, Jan Matejko, ulei pe pânză, 1888, Muzeul Național din Cracovia. 4 aprilie 1794

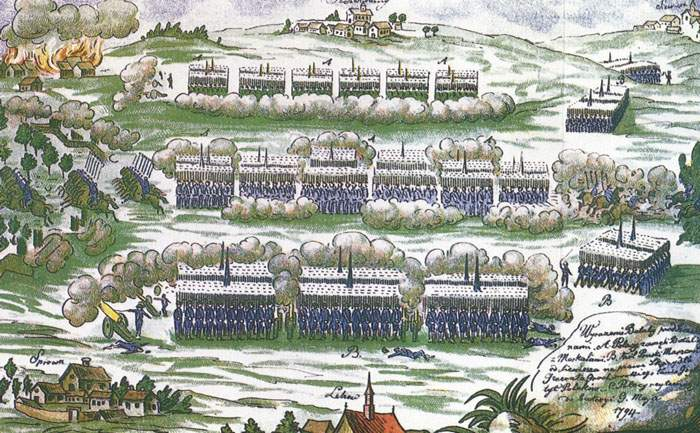
Bătălia de la Szczekociny, 1794 de Michał Stachowicz

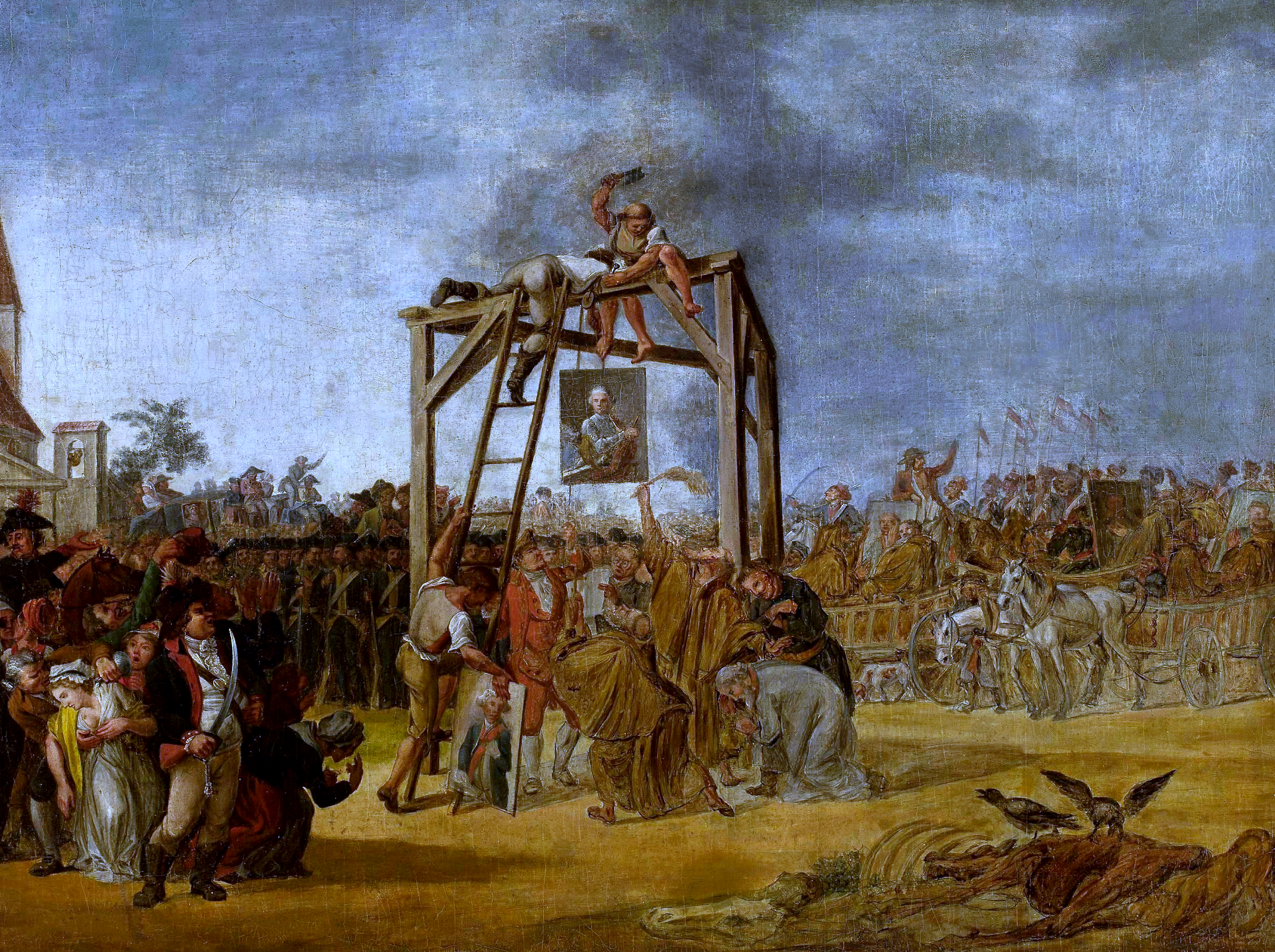
Spânzurarea portretelor trădătorilor, pictură de Jean Pierre Norblin de la Gourdaine

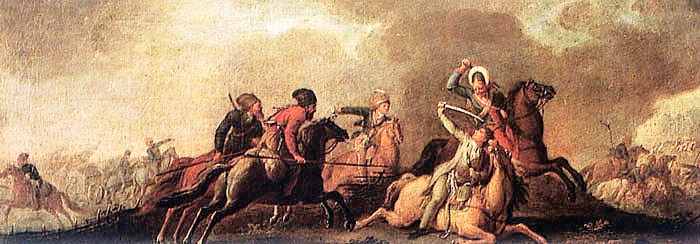
Kościuszko la Maciejowice 1794, de Jan Bogumił Plersch. Kościuszko a fost rănit și luat prizonier.

Insurecția lui Kościuszko a fost o revoltă împotriva Rusiei Imperiale și a Regatul Prusiei, condusă de Tadeusz Kościuszko în Uniunea statală polono-lituaniană și în teritoriile ocupate de prusaci în 1794. A fost o încercare eșuată de a elibera Uniunea polono-lituaniană de sub influența rusă după cea de-a doua împărțire a Poloniei (1793) și crearea Confederației de la Targowica.

## Context

### Declinul Uniunii statele
Pe la începutul secolului al XVIII-lea, magnați din Polonia și Lituania controlau statul, ei reușind să se asigure că nu vor avea loc reforme care să le slăbească statutul lor privilegiat („Libertatea de Aur”). Abuzând de dreptul liberum veto care permitea oricărui deputat să blocheze activitatea Seimului (parlamentul Uniunii), deputații mituiți de magnați sau de puterile străine sau cei care credeau pur și simplu că trăiesc într-o „Epocă de Aur” fără precedent au paralizat guvernarea Uniunii timp de peste un secol.
Ideea de reformare a Uniunii a câștigat tot mai mult teren începând de la mijlocul secolului al XVII-lea; ea a fost însă privită cu suspiciune nu doar de magnați, dar și de țările vecine, cărora le convenea declinul Uniunii și detestau ideea renașterii unei puteri democratice la frontierele lor. Ca urmare a faptului că Armata Uniunii a fost redusă la aproximativ 16.000 de militari, era ușor pentru vecinii săi să intervină în mod direct (Armata Imperială Rusă număra 300.000 de militari; Armata Prusacă și Armata Imperială Austriacă aveau fiecare câte 200.000 de militari).

### Încercările de reformă
O oportunitate majoră pentru reformă a avut loc în timpul Marelui Seim din 1788-1792. Vecinii Poloniei erau ocupați cu războaiele și se aflau în imposibilitatea de a interveni în afacerile interne ale Poloniei. Rusia și Austria erau angajate în războaie cu Imperiul Otoman (Războiul Ruso–Turc din 1787-1792 și Războiul Austro-Turc din 1787-1791); rușii luptau, de asemenea, în Războiul Ruso-Suedez din 1788-1790. O nouă alianță între Uniunea polono–lituaniană și Prusia părea să asigure securitatea țării împotriva intervenției ruse și pe 3 mai 1791 a fost adoptată o nouă constituție cu un copleșitor sprijin popular.
Odată ce războaiele între Turcia și Rusia și Suedia și Rusia s-au încheiat, împărăteasa Ecaterina a fost furioasă cu privire la adoptarea documentului, despre care credea că amenința influența Rusiei în Polonia. Rusia considera Polonia ca un protectorat de facto. „Cele mai proaste vești au sosit de la Varșovia: regele polonez a devenit aproape suveran”, a fost reacția unuia dintreconducătorii politicii externe a Rusiei, Aleksandr Bezborodko, când a aflat de noua constituție. Prusia s-a opus ferm, de asemenea, noii constituții poloneze, iar diplomații polonezi au fost notificați de faptul că noua constituție schimba atât de profund statul polonez încât Prusia nu-și mai considera obligațiile asumate ca având un caracter obligatoriu. La fel ca și Rusia, Prusia era preocupată de faptul că statul polonez recent consolidat putea deveni o amenințare și ministrul prusac de externe, Friedrich Wilhelm von Schulenburg-Kehnert, le-a spus polonezilor în mod clar și cu o rară candoare că Prusia nu susținea constituția și refuza să ajute Uniunea statală sub orice formă, chiar și în calitate de mediator, deoarece nu era interesul de stat al Prusiei să vadă Uniunea puternică astfel încât să poată amenința Prusia în viitor. Omul de stat prusac Ewald von Hertzberg și-a exprimat temerile conservatorilor europeni: „Polonezii au dat lovitura de grație monarhiei prusace prin votarea unei constituții”, afirmând că o Uniune puternică putea solicita restituirea teritoriilor dobândite de Prusia după Prima împărțire a Poloniei.

### A doua împărțire a Poloniei
Constituția nu a fost adoptată fără opoziție nici chiar în cadrul Uniunii. Magnații care s-au opus încă de la început proiectului de constituție, și anume Franciszek Ksawery Branicki, Stanisław Szczesny Potocki, Seweryn Rzewuski, Szymon și Józef Kossakowski, au cerut țarinei Ecaterina să intervină și să le restabilească privilegiile prevăzute în Legile organice garantate de ruși, ce fuseseră eliminate prin noul statut. La sfârșit magnații au format Confederația de la Targowica. Proclamația Confederației, pregătită la Sankt Petersburg în ianuarie 1792, a criticat constituția pentru că ar fi contribuit, după propriile lor cuvinte, la „răspândirea ideilor democratice” urmând „exemplul fatal de la Paris”. Aceasta susținea că „parlamentul a încălcat toate legile fundamentale, a șters toate libertățile nobilimii și a produs la 3 mai 1791 o revoluție și o conspirație”. Confederații și-a declarat intenția de a înăbuși această revoluție. Noi „nu putem face altceva decât să avem încredere în țarina Ecaterina, o împărăteasă distinsă și corectă, aliatul și prietenul nostru vecin”, care „respectă nevoia de bunăstare a națiunii și oferă întotdeauna o mână de ajutor”, au scris ei. Confederații s-au aliat împărărestei Ecaterina și au cerut o intervenție militară. Pe 18 mai 1792 ambasadorul rus în Polonia, Iakov Bulgakov, a prezentat o declarație de război ministrului de externe al Poloniei, Joachim Chreptowicz. Armata Rusă a intrat în Polonia și Lituania în aceeași zi, declanșând Războiul Polonezo–Rus din 1792. Războiul s-a încheiat fără purtarea vreunei bătălii decisive, cu o capitulare semnată de regele polonez Stanisław August Poniatowski, care a sperat că va putea obține un compromis diplomatic.
Speranța regelui Poniatowski că se va ajunge prin capitulare la o soluție diplomatică acceptabilă a fost repede spulberată. Cu nouă deputați mituiți sau intimidați de către trupele rusești, o nouă sesiune a parlamentului, cunoscută sub numele de Grodno Sejm, a avut loc în toamna anului 1793. Deliberările ce s-au încheiat la 23 noiembrie 1793 sub presiune, constituția a fost anulată și s-a realizat o a doua împărțire a Poloniei. Rusia a obținut un teritoriu de 250.000 de kilometri pătrați, în timp ce Prusia a ocupat un teritoriu de 58.000 de kilometri pătrați. Acest eveniment a redus populația Poloniei la doar o treime din ceea ce era înainte de prima împărțire a Poloniei din 1772. Statul rămas a fost împânzit de trupe rusești și independența sa a fost puternic limitată. Un astfel de rezultat a fost o lovitură uriașă pentru membrii Confederației de la Targowica care-și considerau propriile fapte ca o apărare a privilegiilor seculare ale magnaților, dar erau considerați acum de majoritatea populației poloneze ca trădători.

### Creșterea tulburărilor
Militarii polonezi au fost foarte nemulțumiți de capitulare pe care cei mai mulți comandanți o considerau prematură; Tadeusz Kościuszko, prințul Józef Poniatowski și mulți alții au criticat decizia regelui, iar unii dintre ei, inclusiv Kościuszko, au demisionat la scurt timp după aceea. După înfrângerea Uniunii în război și anularea Constituției, Armata a fost redusă la aproximativ 36.000 de militari. În 1794 rușii au cerut o reducere a efectivelor armatei la 15.000 de militari. Disensiunea din cadrul Armatei Poloneze a fost una din scânteile care au generat conflictul ulterior.
Capitularea regelui a fost o lovitură grea pentru Kościuszko, care nu pierduse nicio bătălie în acea campanie. Pe la mijlocul lunii septembrie, el și-a dat demisia pentru a pleca din țară și a părăsit Varșovia, la începutul lunii octombrie. Kościuszko s-a stabilit la Leipzig, unde mulți alți comandanți militari polonezi și politicieni au format o comunitate a emigraților. În curând ei au început să pregătească o răscoală împotriva dominației rusești din Polonia. Politicienii, grupați în jurul lui Ignacy Potocki și Hugo Kołłątaj, au organizat contacte cu grupuri similare de opoziție formate în Polonia și până în primăvara anului 1793 li s-au alăturat alți politicieni și revoluționari, printre care Ignacy Działyński. În timp ce Kołłątaj și alții începeau să pregătească revolta înainte de întâlnirea cu Kościuszko, sprijinul său a fost o mare binefacere pentru ei, deoarece el era la acel moment una dintre cele mai populare persoane din toată Polonia.
În august 1793 Kościuszko a revenit la Leipzig, unde a primit cereri pentru a începe planificarea unei revolte; cu toate acestea, el era îngrijorat de faptul că o revoltă avea puține șanse de izbândă împotriva celor trei mari puteri. În septembrie a traversat clandestin frontiera poloneză pentru a face observații personale și a se întâlni cu ofițeri de rang înalt rămași în Armata Poloneză, inclusiv cu generalul Józef Wodzicki. Pregătirile în Polonia se derulau lent și el a decis să amâne declanșarea insurecției și a plecat în Italia, plănuind să se întoarcă în luna februarie. Cu toate acestea, situația din Polonia s-a schimbat rapid. Guvernele Rusiei și Prusiei au forțat Polonia să desființeze cea mai mare parte a forțelor armate, iar unitățile reduse urmau să treacă în cadrul Armatei Ruse. De asemenea, în luna martie agenții țariști au descoperit grupul de revoluționari din Varșovia și a început să-i aresteze pe oamenii politici și pe comandanții militari notabili. Kościuszko a fost forțat să-și execute planul mai devreme decât era planificat și pe 15 martie 1794 el a pornit spre Cracovia.
Pe 12 martie 1794, generalul Antoni Madaliński, comandantul Brigăzii de Cavalerie Națională Poloneză (cu un efectiv de 1500 de oameni) a decis să nu respecte ordinul de demobilizare și a dat ordinul de deplasare a trupelor sale de la Ostrołęka către Cracovia.:181 Acest eveniment a produs declanșarea revoltelor împotriva forțelor ruse în întreaga țară. Garnizoanei ruse din Cracovia i s-a ordonat să părăsească orașul și să lupte cu Madalinski, lăsând Cracovia complet lipsită de apărare, dar a dejucat, de asemenea, planul lui Kosciuszko de a le confisca armele.:181

## Revolta

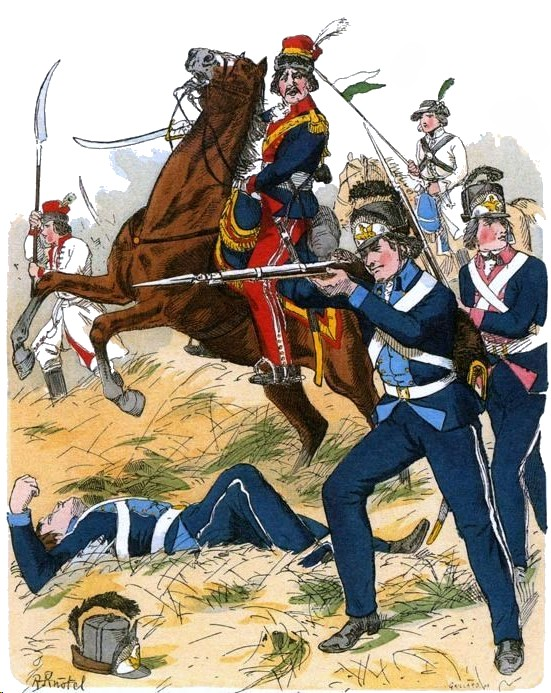
Soldați polonezi ce au participat la Revoltă

La 24 martie 1794, Tadeusz Kościuszko, un veteran din Războiului de independență al SUA, a anunțat în piața centrală a Cracoviei începerea insurecției generale și și-a asumat atribuțiile de comandant suprem al tuturor forțelor poloneze.:180–181 El a promis de asemenea
să nu folosească aceste puteri pentru a oprima vreo persoană, ci pentru a apăra integritatea granițelor Poloniei, pentru a recâștiga independența națiunii și pentru a consolida libertățile universale.
În scopul de a consolida forțele poloneze, Kościuszko a emis un act de mobilizare, impunând ca fiecare 5 case din Polonia Mică să trimită cel puțin un soldat echipat cu carabină, lance sau un topor. Comisia pentru Ordine a lui Kościuszko din Cracovia i-a recrutat pe toți bărbații între 18 și 28 de ani și a instituit un impozit pe venit.:184 Dificultățile datorate lipsei de armament pentru trupele mobilizate l-a determinat pe Kościuszko să formeze mari unități compuse din țărani înarmați cu coase, numiți „cosași”.:184

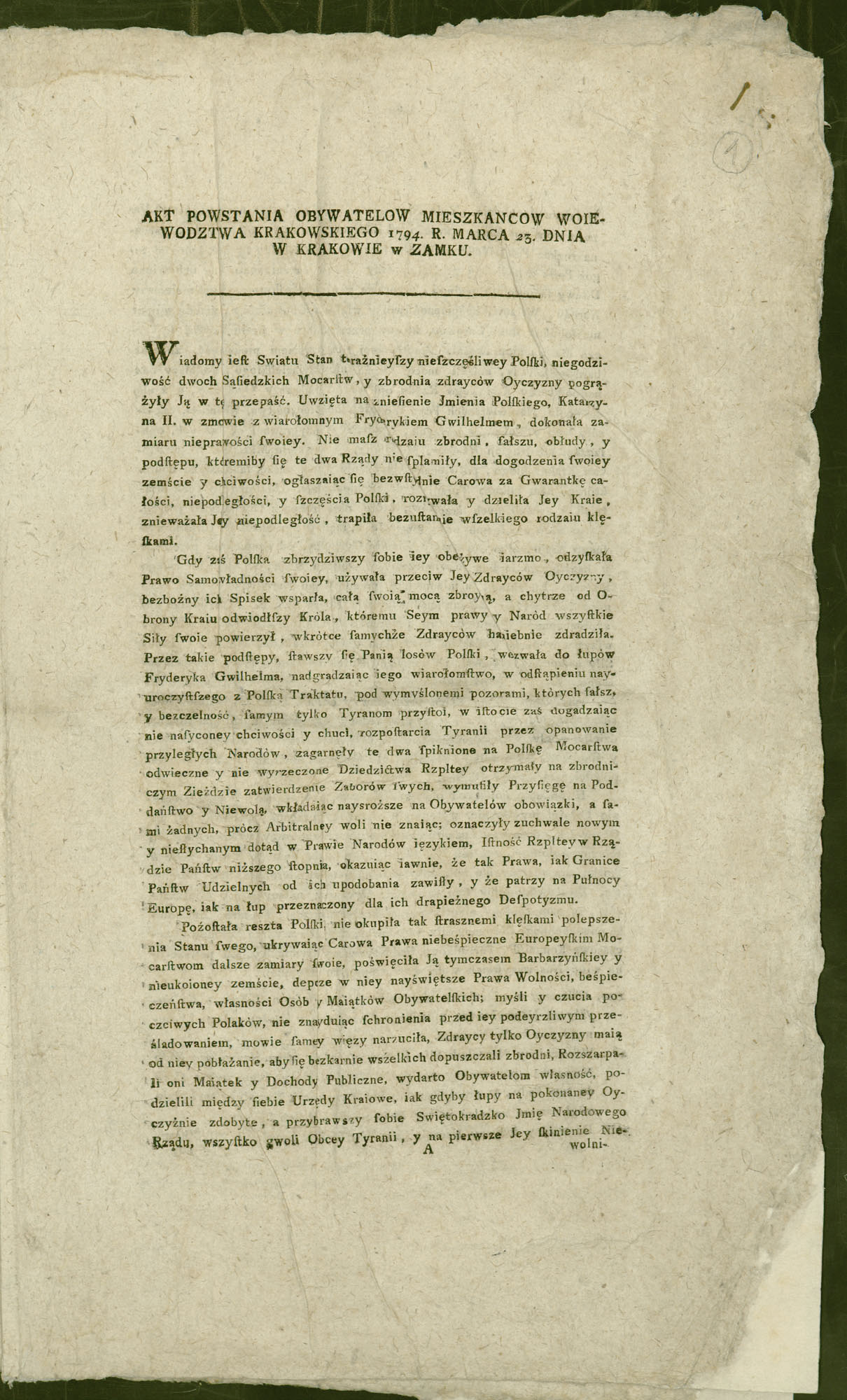
Manifestul insurecției lui Kościuszko, 24 martie 1794

Pentru a distruge opoziția încă slabă, împărăteasa rusă Ecaterina cea Mare a ordonat corpului de armată al generalului maior Fiodor Denisov să atace Cracovia.:184 Pe 4 aprilie, ambele armate s-au înfruntat în apropierea satului Racławice.:185 În Bătălia de la Racławice forțele lui Kościuszko au învins adversarul superior numeric și tehnic. Rușii s-au retras de pe câmpul de luptă după bătălia sângeroasă. Forțele lui Kościuszko erau prea slabe pentru a-i urmări cu succes și a-i alunga din Polonia Mică. Deși importanța strategică a victoriei a fost aproape nulă, vestea victoriei s-a răspândit repede și curând s-au alăturat armatei revoluționari din alte regiuni ale Poloniei. Pe la începutul lunii aprilie forțele poloneze concentrate în regiunile Lublin și Volinia, gata să fie trimise în Rusia, s-au alăturat forțelor lui Kościuszko.
Pe 17 aprilie, la Varșovia, încercarea rușilor de a-i aresta pe cei suspectați de sprijinirea insurecției și de a dezarma mica garnizoană poloneză din Varșovia, condusă de generalul Stanisław Mokronowski, prin sechestrarea arsenalului de pe strada Miodowa a dus la o revoltă împotriva garnizoanei ruse din Varșovia, condusă de Jan Kiliński, în fața nehotărârii regelui Poloniei, Stanisław al II-lea August. Insurgenții au fost ajutați de incompetența ambasadorului și a comandantului rus, Iosif Igelström, și ziua aleasă a fost ziua de joi din Săptămâna Patimilor, când mulți soldați din garnizoana rusă mergeau la biserici pentru liturghie fără a purta arme. În cele din urmă, la declanșarea insurecției, forțele poloneze au fost ajutate de populația civilă și, profitând de factorul surpriză, au atacat în același timp mai multe grupuri separate de soldați, iar rezistența față de forțele ruse s-a răspândit repede în tot orașul. După două zile de lupte grele, rușii, care au avut între 2.000 și 4.000 de victime de o primă de 5.000 de garnizoană puternică, au fost obligați să părăsească orașul.:188 O revoltă similară a fost inițiată de către Jakub Jasiński la Vilnius (Wilno) pe 23 aprilie și a fost urmată în curând în alte orașe.:188
Pe 7 mai 1794, Kościuszko a emis un act care a devenit cunoscut sub numele de „Proclamația de la Połaniec”, în care el a abolit parțial iobăgia în Polonia, a acordat libertate civilă pentru toți țărani și le-a oferit ajutor de stat împotriva abuzurilor nobilimii.:190 Deși noua lege n-a fost pusă în practică și a fost boicotată de către o mare parte a nobilimii, ea a atras, de asemenea, mulți țărani în rândurile revoluționarilor. A fost prima dată în istoria poloneză, când țăranii au fost considerați în mod oficial ca parte a națiunii, cuvântul fiind anterior egal cu nobilimea.

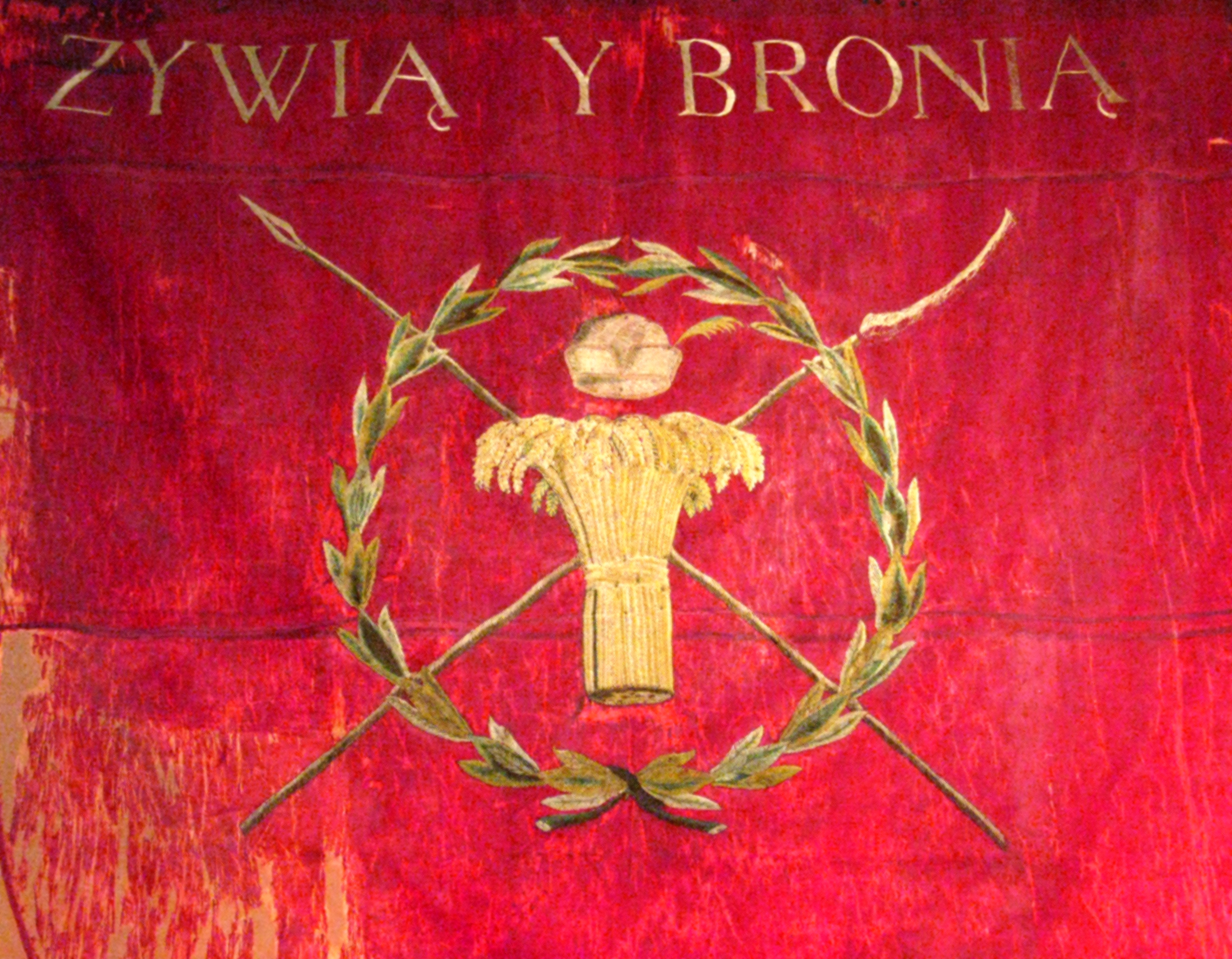
Steagul soldaților țărani polonezi din Cracovia cu cuvintele „Se hrănesc și se apără”

În ciuda promisiunii de reforme și a recrutării rapide de noi forțe, situația strategică a forțelor poloneze era încă în stare critică, deși erau formate din 6.000 de țărani, cavalerie și 9.000 de soldați.:194 Pe 10 mai, armatele Prusiei, formate din 17.500 de soldați sub comanda generalului Francis Favrat, a trecut frontierele poloneze și s-au unit cu cei 9.000 de soldați ruși care operau în nordul Poloniei.:194 Pe 6 iunie Kościuszko a fost învins în Bătălia de la Szczekociny de o armată comună ruso-prusacă și pe 8 iunie, generalul Józef Zajączek a fost învins în Bătălia de la Chełm. Forțele poloneze s-au retras spre Varșovia și au început să fortifice orașul sub conducerea lui Kosciuszko și a armatei sale formate din 16.000 de soldați, 18.000 de țărani și 15.000 de burghezi.:197 Pe 15 iunie armata prusacă a capturat Cracovia fără opoziție.:195 Varșovia a fost asediată de 41.000 de ruși conduși de generalul Ivan Fersen și de 25.000 de prusaci conduși de regele Frederic Wilhelm al II-lea al Prusiei pe 13 iulie.:197 Pe 20 august a început o revoltă în Polonia Mare și prusacii au fost nevoiți să-și retragă forțele de la Varșovia. Asediul a fost ridicat pe 6 septembrie, când prusacii și rușii și-au avut trupele lor.:200

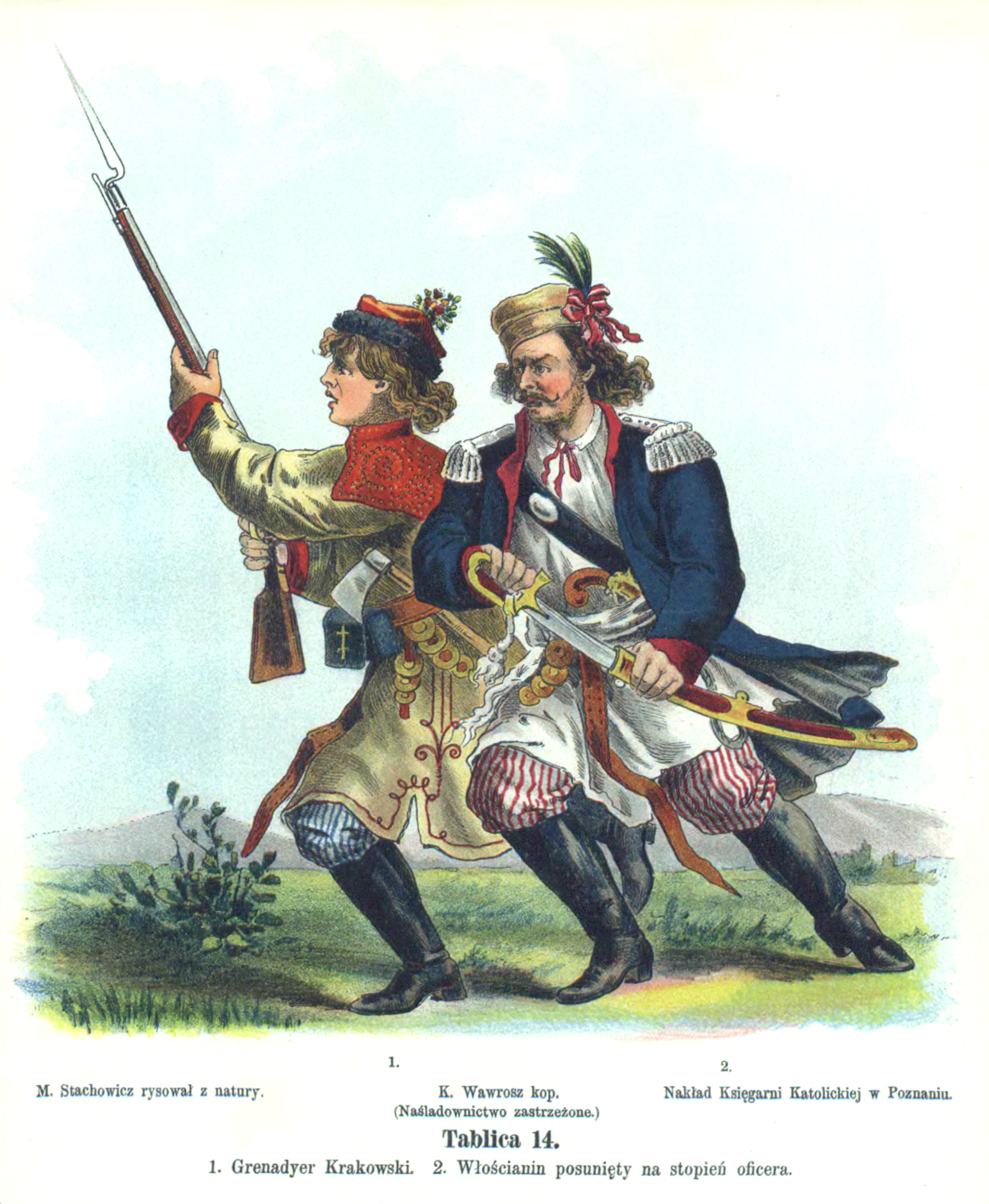
Grenadieri polonezi în costume țărănești, Cracovia, 1794

Deși opoziția din Lituania a fost zdrobită de forțele ruse (Vilnius a fost asediat și a capitulat pe 12 august), revolta din Polonia Mare a obținut un oarecare succes. Un corp polonez condus de Jan Henryk Dąbrowski a capturat orașul Bydgoszcz (2 octombrie) și a pătruns în Pomerania aproape fără opoziție. Datorită mobilității forțelor sale, generalul Dąbrowski a scăpat din încercuire, deoarece armata prusacă era mult mai puțin mobilă, și a rupt liniile prusace, forțându-i pe prusaci să-și retragă majoritatea armatelor lor din Polonia centrală. Cu toate acestea, polonezii nu au rezistat mult timp în teritoriile prusace și s-au retras curând în Polonia Centrală.
Între timp, rușii au echipat o nouă armată, comandată de generalul Aleksandr Suvorov, care s-a alăturat corpului condus de Ivan Fersen, lângă Varșovia.:204 După bătăliile de la Krupczyce (17 septembrie) și Terespol (19 septembrie), noua armată a început marșul său spre capitala Poloniei.:205 Încercând să prevină unirea armatelor ruse, Kościuszko a mobilizat două regimente de la Varșovia și împreună cu cei 5.000 de soldați ai generalului Sierakowski au luptat cu armata de 14.000 de soldați a lui Fersen pe 10 octombrie, în Bătălia de la Maciejowice.:205–207 Kościuszko însuși a fost rănit în luptă și a fost capturat de către ruși, care l-au trimis la Sankt Petersburg.:209
Noul comandant al revoltei, Tomasz Wawrzecki, nu a fost capabil să controleze luptele interne pentru putere și a devenit în cele din urmă doar comandantul unor forțe militare slăbite, în timp ce puterea politică era deținută de generalul Józef Zajączek,:210 care la rândul său a trebuit să lupte atât cu iacobinii polonezi liberali de stânga, cât și cu nobilimea monarhistă și de dreapta.
Pe 4 noiembrie forțele ruse unite au început Bătălia de la Praga, în suburbia de pe malul drept a Varșoviei. După 4 ore de lupte corp la corp, forța rusă formată din 22.000 de oameni a străpuns defensiva poloneză, iar Suvorov le-a permis cazacilor să prade și să incendieze Varșovia.:210 Aproximativ 20.000 au fost uciși în masacrul de la Praga.:211 Zajaczek a fost rănit și a fugit, abandonând armata poloneză.:195
Pe 16 noiembrie, în apropiere de Radoszyce, Wawrzecki s-a predat. Aceasta a marcat sfârșitul revoltei. Polonia a fost îngenuncheată, iar în anul următor a avut loc cea de-a treia împărțire a Poloniei, prin care Austria, Rusia și Prusia au anexat restul țării.

## Urmări
După înfrângerea Insurecției lui Kościuszko, țara a încetat să mai existe pentru 123 de ani, iar toate instituțiile sale au fost interzise treptat de puterile ce au împărțit țara. Cu toate acestea, revolta a marcat, de asemenea, începutul gândirii politice moderne în Polonia și Europa Centrală. Proclamația de la Połaniec a lui Kościuszko și iacobinii radicali de stânga au stat la baza mișcării poloneze de stânga. Mulți politicieni polonezi proeminenți care au fost activi în timpul revoltei au devenit coloana vertebrală a politicii poloneze atât în țară, cât și în străinătate, în secolul al XIX-lea. De asemenea, Prusia a avut multe forțe dislocate în Polonia și nu a putut deplasa forțe suficiente pentru a înăbuși Revoluția Franceză, care a adăugat la succesul său și o scurtă restaurare a statului polonez.
În teritoriile Poloniei ocupate, eșecul revoltei a determinat o catastrofă economică, deoarece piețele economice vechi de secole s-au separat unele de altele, ducând la prăbușirea comerțului. Mai multe bănci au dat faliment, iar unele dintre puținele centre de producție din cadrul Uniunii au fost închise. Reformele realizate de Kosciuszko, care aveau în vedere relaxarea iobăgiei, au fost anulate. Toate puterile partiționare au împovărat cu taxe teritoriile nou-dobândite, umplându-și trezoreriile pe spinarea populației locale.
Sistemul de învățământ a fost degradat, de asemenea, deoarece școlilor din aceste teritorii li s-a dat o prioritate scăzută. Comisia Educației Naționale, primul minister al educației din întreaga lume, a fost desființată, pentru că guvernele absolutiste ale puterilor partiționare nu vedeau nici un câștig în a investi în educație în teritoriile locuite de agitatele minorități poloneze. Crearea unor instituții de învățământ în teritoriile ocupate a devenit foarte dificilă. De exemplu, autoritățile prusace s-au opus încercării de a înființa o universitate la Varșovia. Mai mult, în teritoriile germane și ruse, toate centrele educaționale rămase au fost supuse germanizării și rusificării; numai în teritoriile dobândite de către Austria a existat o intervenție guvernamentală relativ redusă în programele de învățământ. Potrivit lui S. I. Nikołajew, din punct de vedere cultural, partițiile au reprezentat un pas înainte spre dezvoltarea literaturii și artei naționale poloneze, deoarece locuitorii teritoriilor ocupate au putut să asimileze evoluțiile culturale ale iluminismului german și rus.
Condițiile fostei elite poloneze au fost deosebit de dure în teritoriile ocupate de ruși. Mii de familii din szlachta poloneză care au susținut insurecția lui Kościuszko au fost deposedate de bunurile și moșiile lor, care au fost acordate generalilor ruși și favoriților de la curtea din Sankt Petersburg. Se estimează că 650.000 de foști șerbi polonezi au fost transferați nobilimii ruse. Unii dintre nobili, în special cei din regiunile lituaniene și maghiare ale fostei Uniunii, au fost expulzați în sudul Rusiei, unde au fost supuși rusificării. Alți nobili și-au pierdut rangul nobiliar, ceea ce a însemnat pierderea privilegiilor juridice și a statutului social, limitându-le semnificativ posibilitatea unei cariere în administrație sau armată, carierele tradiționale ale nobilimii poloneze. Aceasta a însemnat inclusiv faptul că ei nu puteau deține terenuri, o altă lovitură pentru fostul lor statut nobiliar. În schimb, pentru țăranii creștini ortodocși din Ucraina de Vest și Bielorusia, partiția a adus sfârșitul persecuției religioase din partea foștilor lor stăpâni, ce erau adepți ai romano-catolicismului.
Cu toate acestea, creștinii ortodocși erau la acel moment doar o mică minoritate în Belarusul estic; majoritatea predominantă a populației țării era catolică de rit oriental. Țăranii erau biciuiți doar pentru menționarea numelui lui Kościuszko și a ideii sale de desființare a iobăgiei. Platon Zubov, care primise moșii în Lituania, a fost deosebit de infam și a torturat personal până la moarte mulți țărani care s-au plâns de înrăutățirea condițiilor. În afară de aceasta, autoritățile ruse au efectuat recrutări masive din rândul populației poloneze pentru Armata Rusă, ceea ce a însemnat, practic, un serviciu militar pe viață. Din moment ce condițiile iobăgiei în fosta Polonie ca urmare a exploatării de către nobilime și arendași erau deja severe, există discuții pe cât de mult a influențat împărțirea țării viața oamenilor de rând.